# Adams (Nebraska)
Adams é uma vila localizada no estado americano de Nebraska, no Condado de Gage.

## Demografia
Segundo o censo americano de 2000, a sua população era de 489 habitantes. Em 2006, foi estimada uma população de 491, um aumento de 2 (0.4%).

## Geografia
De acordo com o United States Census Bureau, a localidade tem uma área de 1,5 km², sem área coberta por água. Adams localiza-se a aproximadamente 382 m  acima do nível do mar.

## Localidades na vizinhança
O diagrama seguinte representa as localidades num raio de 20 km ao redor de Adams.